# 1 + 2 + 3 + 4 + ⋯

Bốn khoản tiền một phần đầu tiên của chuỗi 1 + 2 + 3 + 4 + ⋯. Parabol là tiệm cận được làm mịn của chúng; hệ số chặn y của nó là − 1/12.

Chuỗi vô hạn có số hạng là các số tự nhiên 1 + 2 + 3 + 4 + ⋯ là một chuỗi phân kỳ. Tổng riêng phần thứ n của chuỗi là số tam giác
{\displaystyle \sum _{k=1}^{n}k={\frac {n(n+1)}{2}},}
tổng này tăng không giới hạn khi n đi đến vô cực. Bởi vì dãy tổng riêng phần không hội tụ tại một giá trị hữu hạn nào nên chuỗi này không có tổng.
Mặc dù loạt phép tính này thoạt nhìn không có bất kỳ giá trị ý nghĩa nào, tuy nhiên nó có thể được biến đổi để mang lại một số kết quả toán học thú vị. Ví dụ, nhiều phương pháp tính tổng được sử dụng trong toán học để gán các giá trị số ngay cả cho một chuỗi phân kỳ. Đặc biệt là, các phương pháp trong chính quy hóa hàm Zeta và tính tổng Ramanujan gán giá trị −+1/12 cho giá trị tổng của chuỗi trên, được thể hiện bởi một công thức nổi tiếng sau, {\displaystyle 1+2+3+4+\cdots =-{\frac {1}{12}},}
trong đó vế bên trái phải được hiểu là giá trị thu được bằng cách sử dụng một trong các phương pháp tổng hợp đã nói ở trên và không phải là tổng của một chuỗi vô hạn theo nghĩa thông thường của nó. Các phương pháp này có các ứng dụng trong các lĩnh vực khác như giải tích phức, lý thuyết trường lượng tử và lý thuyết dây.
Trong một chuyên khảo về lý thuyết ánh trăng, Terry Gannon gọi phương trình này là "một trong những công thức đáng chú ý nhất trong khoa học".